# ʻalia (voilier)

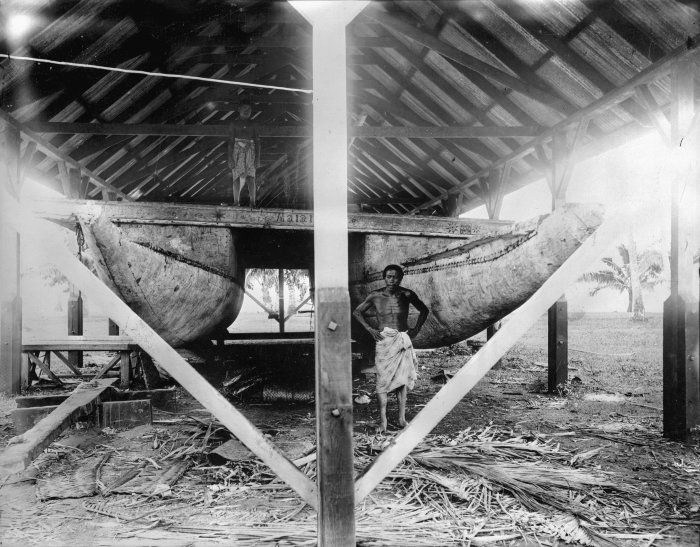
Multicoque en construction en 1910 (va'a tele ou 'alia) à Mulinu'u sur l'ile d'Upolu (Samoa).

Un ʻalia est type de pirogue polynésienne, à double coque traditionnel, à voile austronésienne, utilisé dans les Iles Samoa, qui est une adaptation d'un drua.  